# Westbahn (Unternehmen)
Westbahn (voller Firmenwortlaut WESTbahn Management GmbH) ist ein österreichisches Eisenbahnverkehrsunternehmen, das Personenverkehr zwischen Wien, Salzburg, Stuttgart, Lindau am Bodensee und St. Johann im Pongau betreibt. Aktiv am Markt ist das Unternehmen seit Dezember 2011, als zwischen Wien und Salzburg auf der namensgleichen Strecke der Betrieb aufgenommen wurde.

## Geschichte

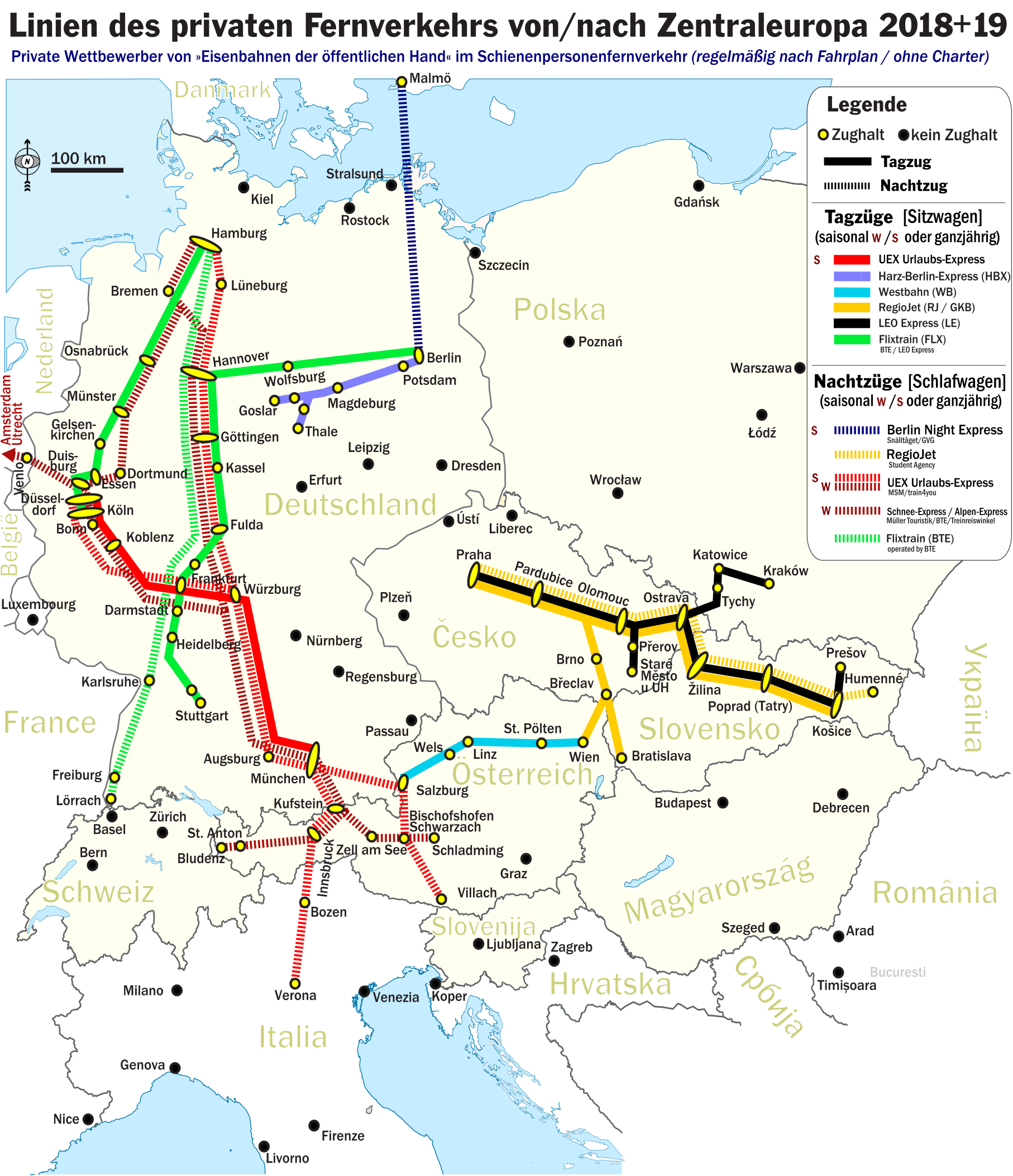
Route der Westbahn (hellblau) bis 2022

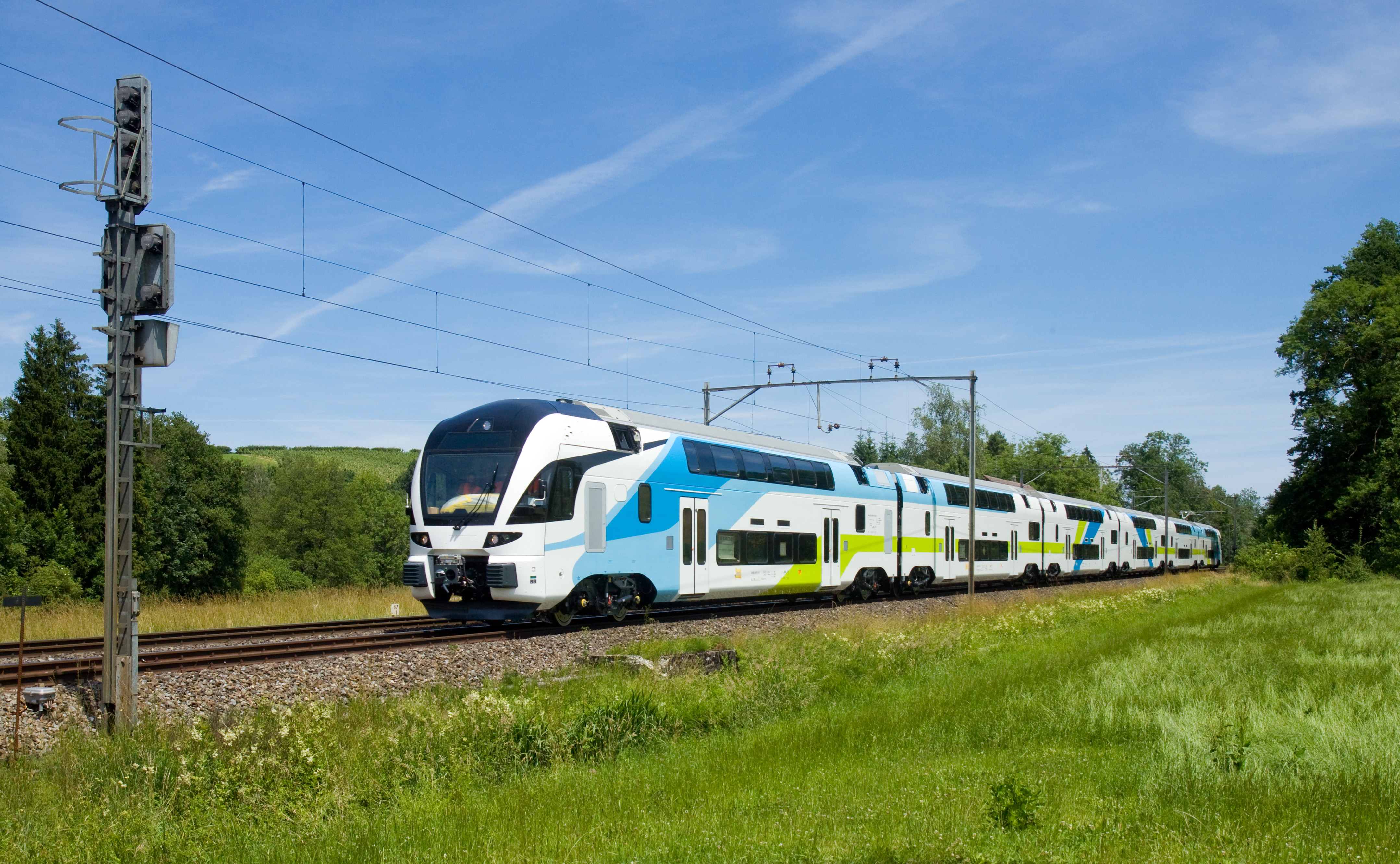
Ein Doppelstockzug der Westbahn (Stadler KISS, ähnlich den SBB RABe 511) auf Testfahrt in der Schweiz

Die Gründung des Unternehmens geht auf die Idee von Stefan Wehinger zurück, welcher von Oktober 2004 bis März 2008 Vorstand der ÖBB Personenverkehr AG war. Den Namen WESTbahn wählte Wehinger wegen des Kürzels WE(hinger) ST(efan), welches intern bei den ÖBB als sein Personalkürzel verwendet wurde.
Wehinger gewann Hans Peter Haselsteiner als Investor für die Gründung am 8. Oktober 2008.
Im Juni 2009 wurde mit der ÖBB-Infrastruktur eine Rahmenvereinbarung über die Zuweisung von Fahrwegkapazitäten für die Jahre 2011 bis 2016 geschlossen. Damit wurde fahrplantechnisch sichergestellt, dass die Westbahn einen Taktverkehr zwischen Wien und Salzburg anbieten kann.
Nachdem die ÖBB mit dem Fahrplanwechsel im Dezember 2010 die Direktverbindung zwischen Graz und Linz gestrichen hatten, wurde Anfang Februar 2011 bekannt, dass die Westbahn erwog, auch diese Linie zu bedienen. Als die ÖBB kurz darauf ankündigten, diese Strecke doch wieder selbst mit einer Direktverbindung zu bedienen, wurden diese Pläne verworfen.
Seit August 2011 ist die französischen Bahngesellschaft SNCF über ein Joint Venture mit 26 % am Unternehmen beteiligt.
Die Westbus GmbH war ein gemeinsames Tochterunternehmen der Blaguss Reisen GmbH und der Rail Holding AG.
51 % des Unternehmens hielt die Blaguss GmbH, 49 % die Rail Holding AG. 2016 zog sich die Rail Holding aus dem Busgeschäft zurück und verkaufte ihren 49-prozentigen Anteil an Blaguss.

## Unternehmen

### Gesellschaftsstruktur
Eigentümer der Westbahn ist die Railholding AG. Diese wurde im Oktober 2008 zu jeweils 50 % von Stefan Wehinger und Hans Peter Haselsteiner gegründet. Die Westbahn Management GmbH wurde zeitgleich als 100-prozentige Tochter eingetragen.
- Anteilseigner:
  - Bis 22. August 2011: Haselsteiner Familien-Privatstiftung (35 %), Stefan Wehinger Beteiligungs- und Beratungs GmbH (35 %), Oldro AG (30 %)[10]
  - Bis 5. Juni 2012: Stefan Wehinger Beteiligungs- und Beratungs GmbH (knapp 26 %), Haselsteiner Familien-Privatstiftung (26 %), SNCF (26 %), Augusta-Holding (Schweiz; 22 %)[7]
  - Bis 19. April 2013: Haselsteiner Familien-Privatstiftung (35 %), SNCF (35 %), Augusta-Holding (30 %)[11]
  - Seit 19. April 2013: Haselsteiner Familien-Privatstiftung (46,9 %), SNCF (28 %), Augusta-Holding (25,1 %)[12][13]
  - Seit 1. April 2015: Haselsteiner Familien-Privatstiftung (49,9 %), SNCF (17,4 %), Augusta-Holding (32,7 %)[14]
  - Seit 26. März 2024: Haselsteiner Familien-Privatstiftung (49,9 %), Kolomani Holding GmbH (32,7 %), SNCF (17,4 %)[15]

- Vorstand: Thomas Posch und Marco Ramsbacher.[16] Vorgänger waren Erich Forster (2014 – Februar 2022), Clemens Schneider und Florian Kazalek.[17]
- Aufsichtsrat: Andreas J. Ludwig (Vorsitzender), der 2022 Benedikt Weibel ablöste.[18]

### Geschäftsergebnisse
Die Westbahn fuhr im Geschäftsjahr 2012 einen Verlust von 23,45 Millionen Euro ein. Weitere 1,7 Millionen Euro Verlust habe der Betrieb des Westbus erbracht. Bei der Vorstellung des Geschäftsberichts bezeichnete das Unternehmen den ursprünglichen Businessplan als zu ambitioniert. Nach eigenen Angaben habe die Gesellschaft ab Sommer 2013 operativ ein positives Ergebnis erwirtschaftet.
Am 5. Juni 2012 trat Stefan Wehinger von seinem Posten als Geschäftsführer zurück. Erich Forster übernahm den Posten und ging dann mit 28. Februar 2022 in den Ruhestand.
2022 war der Geschäftsumsatz 90 Millionen Euro. 2023 wurden erstmals 120 Millionen erreicht und der Gewinn stieg von 4 auf 10 Millionen Euro. Die hohen Anfangsverluste konnte das nicht ausgleichen. Geschäftsführer waren bis zum September 2024 Thomas Posch und Florian Kazalek, die diese Position seit 1. März 2022 innehatten, mit September 2024 wechselte Florian Kazalek zur grosso rail GmbH, Marco Ramsbacher rückte nach.

## Streckennetz
|                            | km  |                                     | Fahrzeit                            |
| Kopfbahnhof Streckenanfang | 0   | Wien Westbahnhof                    | 0:00                                |
| Bahnhof                    | 6   | Wien Hütteldorf *                   | 0:07                                |
| Bahnhof                    | 60  | St. Pölten Hbf                      | 0:28                                |
| Bahnhof                    | 126 | Amstetten                           | 0:52                                |
| Bahnhof                    | 190 | Linz Hbf                            | 1:17                                |
| Bahnhof                    | 215 | Wels Hbf                            | 1:33                                |
| Bahnhof                    | 246 | Attnang-Puchheim                    | 1:47                                |
| Bahnhof                    | 251 | Vöcklabruck                         | 1:52                                |
| Bahnhof                    | 317 | Salzburg Hbf                        | 2:31                                |
| Grenze                     |     | Staatsgrenze Österreich–Deutschland | Staatsgrenze Österreich–Deutschland |
| Bahnhof                    | 405 | Rosenheim                           | 3:22                                |
| Bahnhof                    | 460 | München Ost +                       | 3:53                                |
| Bahnhof                    | 470 | München Hbf                         | 4:05                                |
| Bahnhof                    | 532 | Augsburg                            | 4:41                                |
| Bahnhof                    | 593 | Günzburg                            | 5:17                                |
| Bahnhof                    | 618 | Ulm                                 | 5:43                                |
| Kopfbahnhof Streckenende   | 711 | Stuttgart                           | 6:29                                |

|                            | km  |                                     | Fahrzeit                            |
| Kopfbahnhof Streckenanfang | 0   | Wien Westbahnhof                    | 0:00                                |
| Bahnhof                    | 6   | Wien Hütteldorf *                   | 0:07                                |
| Bahnhof                    | 60  | St. Pölten Hbf                      | 0:28                                |
| Bahnhof                    | 126 | Amstetten                           | 0:52                                |
| Bahnhof                    | 190 | Linz Hbf                            | 1:17                                |
| Bahnhof                    | 215 | Wels Hbf                            | 1:33                                |
| Bahnhof                    | 246 | Attnang-Puchheim                    | 1:47                                |
| Bahnhof                    | 251 | Vöcklabruck                         | 1:52                                |
| Bahnhof                    | 317 | Salzburg Hbf                        | 2:31                                |
| Grenze                     |     | Staatsgrenze Österreich–Deutschland | Staatsgrenze Österreich–Deutschland |
| Grenze                     |     | Staatsgrenze Deutschland–Österreich | Staatsgrenze Deutschland–Österreich |
| Bahnhof                    | 437 | Kufstein                            | 3:43                                |
| Bahnhof                    | 451 | Wörgl Hbf                           | 3:51                                |
| Kopfbahnhof Streckenende   | 510 | Innsbruck Hbf                       | 4:21                                |

|                            | km   |                                     | Fahrzeit                            |
| Kopfbahnhof Streckenanfang | 0    | Wien Westbahnhof                    | 0:00                                |
| Bahnhof                    | 6    | Wien Hütteldorf *                   | 0:07                                |
| Bahnhof                    | 60   | St. Pölten Hbf                      | 0:28                                |
| Bahnhof                    | 126  | Amstetten                           | 0:52                                |
| Bahnhof                    | 190  | Linz Hbf                            | 1:17                                |
| Bahnhof                    | 215  | Wels Hbf                            | 1:33                                |
| Bahnhof                    | 246  | Attnang-Puchheim                    | 1:47                                |
| Bahnhof                    | 251  | Vöcklabruck                         | 1:52                                |
| Bahnhof                    | 317  | Salzburg Hbf                        | 2:31                                |
| Grenze                     |      | Staatsgrenze Österreich–Deutschland | Staatsgrenze Österreich–Deutschland |
| Grenze                     |      | Staatsgrenze Deutschland–Österreich | Staatsgrenze Deutschland–Österreich |
| Bahnhof                    | 437  | Kufstein                            | 3:43                                |
| Bahnhof                    | 451  | Wörgl Hbf                           | 3:51                                |
| Bahnhof                    | 510  | Innsbruck Hbf                       | 4:21                                |
| Bahnhof                    | 510+ | Telfs-Pfaffenhofen                  | 4:47                                |
| Bahnhof                    | 510+ | Landeck-Zams                        | 5:25                                |
| Bahnhof                    | 510+ | St.Anton am Arlberg                 | 5:52                                |
| Bahnhof                    | 510+ | Langen am Arlberg                   | 6:01                                |
| Bahnhof                    | 510+ | Bludenz                             | 6:27                                |
| Bahnhof                    | 510+ | Nenzing                             | 6:35                                |
| Bahnhof                    | 510+ | Frastanz                            | 6:40                                |
| Bahnhof                    | 510+ | Feldkirch                           | 6:48                                |
| Bahnhof                    | 510+ | Rankweil                            | 6:53                                |
| Bahnhof                    | 510+ | Götzis                              | 6:59                                |
| Bahnhof                    | 510+ | Altach                              | 7:03                                |
| Bahnhof                    | 510+ | Hohenems                            | 7:07                                |
| Bahnhof                    | 510+ | Dornbirn                            | 7:14                                |
| Kopfbahnhof Streckenende   | 510+ | Bregenz                             | 7:26                                |

|                            | km  |                               | Fahrzeit |
| Kopfbahnhof Streckenanfang | 0   | Wien Westbahnhof              | 0:00     |
| Bahnhof                    | 6   | Wien Hütteldorf *             | 0:07     |
| ehemaliger Bahnhof         | 30  | Tullnerfeld bis 10. Dez. 2017 | 0:17     |
| Bahnhof                    | 60  | St. Pölten Hbf                | 0:28     |
| Bahnhof                    | 126 | Amstetten                     | 0:52     |
| Bahnhof                    | 190 | Linz Hbf                      | 1:17     |
| Bahnhof                    | 215 | Wels Hbf                      | 1:33     |
| Bahnhof                    | 246 | Attnang-Puchheim              | 1:47     |
| Bahnhof                    | 251 | Vöcklabruck                   | 1:52     |
| Bahnhof                    | 288 | Straßwalchen (e)              | 2:12     |
| Bahnhof                    | 292 | Neumarkt am Wallersee (e)     | 2:16     |
| Bahnhof                    | 302 | Seekirchen am Wallersee (e)   | 2:24     |
| Kopfbahnhof Streckenende   | 317 | Salzburg Hbf                  | 2:31     |

|                                                    |  |                             | Fahrzeit |
| Kopfbahnhof Streckenanfang (Strecke außer Betrieb) |  | Wien Praterstern            | 0:00     |
| Bahnhof (Strecke außer Betrieb)                    |  | Wien Mitte-Landstraße *     | 0:02     |
| Haltepunkt / Haltestelle (Strecke außer Betrieb)   |  | Wien Rennweg *              | 0:05     |
| Haltepunkt / Haltestelle (Strecke außer Betrieb)   |  | Wien Quartier Belvedere *   | 0:08     |
| Bahnhof (Strecke außer Betrieb)                    |  | Wien Hbf (Südtiroler Pl.) * | 0:09     |
| Bahnhof (Strecke außer Betrieb)                    |  | Wien Meidling *             | 0:17     |
| Bahnhof (Strecke außer Betrieb)                    |  | St. Pölten Hbf              | 0:41     |
| Bahnhof (Strecke außer Betrieb)                    |  | Amstetten                   | 1:04     |
| Bahnhof (Strecke außer Betrieb)                    |  | Linz Hbf                    | 1:30     |
| Bahnhof (Strecke außer Betrieb)                    |  | Wels Hbf                    | 1:44     |
| Bahnhof (Strecke außer Betrieb)                    |  | Attnang-Puchheim            | 1:57     |
| Bahnhof (Strecke außer Betrieb)                    |  | Vöcklabruck                 | 2:02     |
| Kopfbahnhof Streckenende (Strecke außer Betrieb)   |  | Salzburg Hbf                | 2:42     |

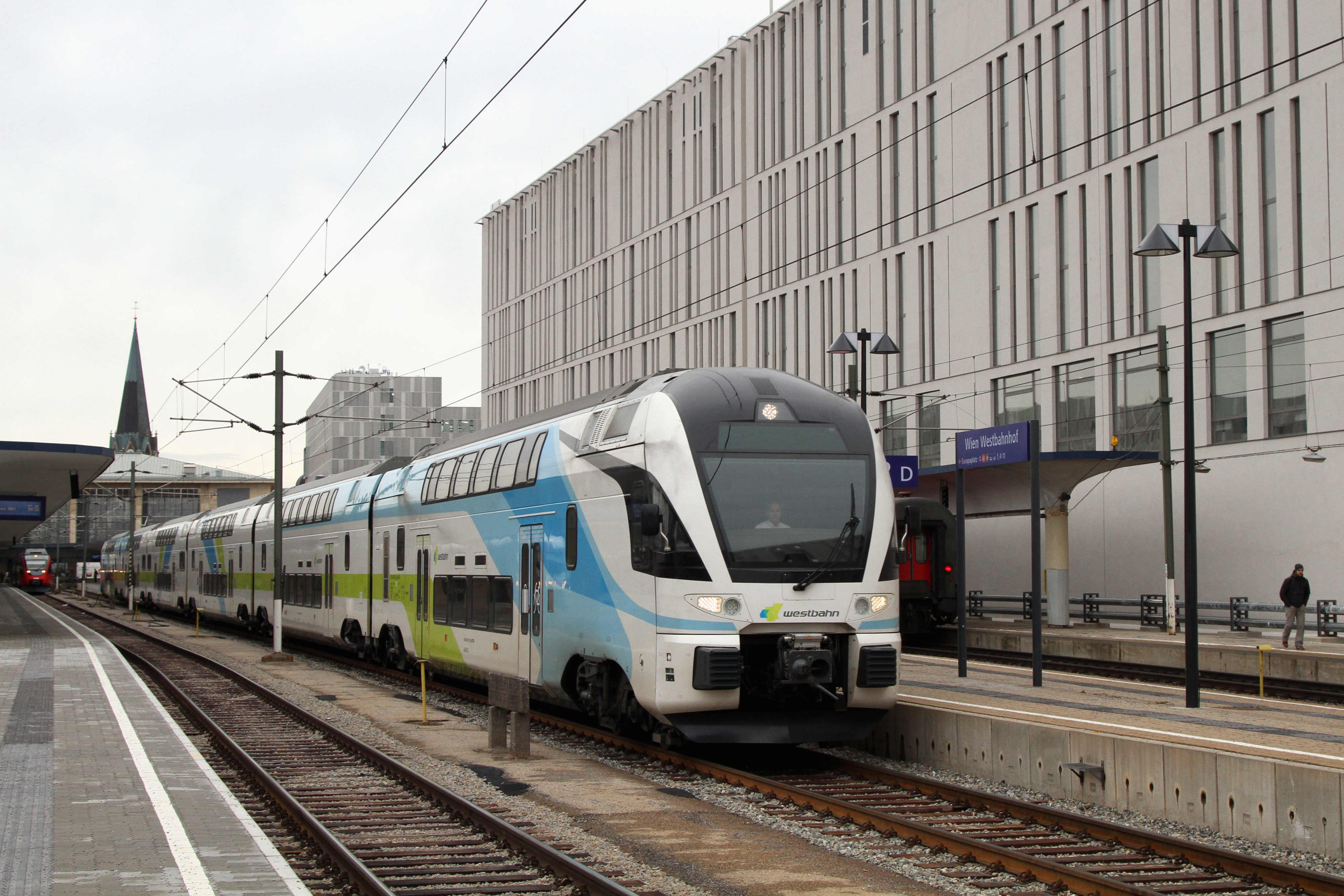
Triebzug im zwischenzeitlichen Design (mit weißer Scheinwerfereinfassung aber noch ohne blaue Bauchbinde) am Wiener Westbahnhof, 2012

Das Unternehmen bietet tagsüber seit Dezember 2011 in Konkurrenz zu den InterCity-Zügen einen Fernverkehr im Einstundentakt auf der 317 Kilometer langen Strecke zwischen Wien Westbahnhof und Salzburg an. Bis zum 1. September 2013 wurden die Züge wegen fehlender Abstellkapazitäten im Salzburger Hauptbahnhof bis Freilassing mit Zwischenhalt in Salzburg Taxham Europark verlängert. Zwischen Wien und Salzburg verkehren dabei dreizehn Zugpaare von Donnerstag bis Freitag, zwischen Wien und Linz sind es bis zu vierzehn Zugpaare. Die Reisezeit beträgt seit Eröffnung eines Hochgeschwindigkeitsabschnittes in Niederösterreich zwei Stunden und 30 Minuten. Zwischenhalte sind Wien-Hütteldorf, St. Pölten Hbf, Amstetten, Linz Hbf, Wels Hbf, Attnang-Puchheim, Vöcklabruck und Salzburg Hbf. Wie auch die ÖBB-Personenverkehr muss das Unternehmen der ÖBB-Infrastruktur drei Euro pro Trassenkilometer bezahlen.
Zu Mai 2012 wurden drei Züge in Tagesrandlage gestrichen und ein zusätzlicher Nachmittagszug von Wien nach Salzburg eingesetzt.
Anfang 2013 wurde bekannt, dass die Westbahn kein Geld vom Salzburger Verkehrsverbund für die Bedienung der Linie Salzburg Hauptbahnhof – Freilassing bekommen hatte und daher die Haltestelle Salzburg-Taxham-Europark und den Bahnhof Freilassing nicht mehr bedient. Die Strecke war zu Beginn nur angeboten worden, weil der Salzburger Hauptbahnhof aufgrund des Umbaus keine ausreichenden Abstellplätze zur Verfügung hatte. Nach Einführung des Taktfahrplans und wegen zu geringer Auslastung wurde die Teilstrecke Salzburg–Freilassing ab Anfang September 2013 nicht mehr bedient.
Im Dezember 2013 erklärte das Unternehmen seinen De-facto-Ausstieg aus dem Verkehrsverbund Ost-Region (VOR). Anlass war die vom VOR abgelehnte Forderung nach höheren Zahlungen, als dem Unternehmen nach dem Einnahmenaufteilungsschlüssel des VOR gewährt wurden.
Bis ins Jahr 2015 plante das Unternehmen Westbahn eine Verlängerung der Reiseroute von Wien kommend über Salzburg hinaus über die Salzburg-Tiroler-Bahn bis Innsbruck Hbf. Diese Planung wurde jedoch verworfen, da es an der notwendigen Streckeninfrastruktur fehlte.
Ab Fahrplanwechsel im Dezember 2017 verdoppelte die Westbahn ihr Angebot zwischen Wien und Salzburg. Die Anzahl der täglichen Abfahren pro Richtung erhöhte sich damit von 16 auf 31; das Unternehmen investierte dafür 180 Millionen Euro. Die Anzahl der Mitarbeiter stieg von 250 auf 400. Der neue Fahrplan sah vor, dass stündlich ein Zugpaar mit dem Namen WESTgreen weiterhin die Relation Wien Westbahnhof – Hütteldorf – St. Pölten – Amstetten – Linz – Wels – Attnang-Puchheim – Salzburg bedient. Ein weiteres, ebenfalls stündlich verkehrendes Zugpaar mit der Bezeichnung WESTblue begann nun Wien Praterstern und benutzte die Stammstrecke der S-Bahn mit Halten in Wien Praterstern, Wien Mitte, Wien Rennweg, Wien Quartier Belvedere, Wien Hauptbahnhof (Südtiroler Platz), Wien Meidling, fuhr über den Lainzer Tunnel auf die Westbahn und hielt anschließend ebenfalls in St. Pölten, Amstetten, Linz, Wels, Attnang-Puchheim und Salzburg. Diese neue Linie wurden mit Fahrplanwechsel im Dezember 2019 wieder eingestellt.
Aufgrund der COVID-19-Pandemie wurden vom 20. April 2020 bis 7. Juli 2021 zusätzlich die Bahnhöfe Wien Meidling, Tullnerfeld und St. Valentin bedient, der Halt in Wien Hütteldorf entfiel.
Im Fahrplanjahr 2022 hielten einzelne Züge in Straßwalchen, Neumarkt am Wallersee und Seekirchen am Wallersee. Diese hatten eine frühere Abfahrt bzw. spätere Ankunft in Salzburg.
Für das Fahrplanjahr 2022 wurde ein Antrag auf einen Zweistundentakt für die Strecke Salzburg–München gestellt. Dafür wurden bereits im April 2021 in München Lokführer für Kiss-3-Züge gesucht.
Anfang Dezember 2021 gab die Westbahn bekannt, dass sich der Betrieb von und nach München bis April 2022 verzögern wird, weil die Kiss-3-Züge noch über keine Zulassung für das deutsche Bahnnetz verfügen. Seit 8. April 2022 wird die Strecke München–Wien fahrplanmäßig bedient. Baustellenbedingt fuhren anfangs erst vier Zugpaare täglich nach München, ab dem 12. Juni 2022 täglich bis zu sechs Züge.
Die Westbahn plante eine Linie Wien–München–Bregenz, die mit einer Fahrzeit von sechs Stunden eine Alternative zur Arlbergstrecke bieten soll. Wegen Trassenkonflikten mit der SBB ist aber ein eigenständiger Betrieb in die Schweiz gegenwärtig nicht möglich.
Für das Fahrplanjahr 2023 wurden für die Strecke Salzburg–Innsbruck Trassen für fünf Zugpaare beantragt. Mit dem Fahrplanwechsel am 11. Dezember 2022 wurden drei Zugpaare Wien–Salzburg über Zwischenhalte in Kufstein und Wörgl nach Innsbruck verlängert. Mit dem kleinen Fahrplanwechsel am 11. Juni 2023 kam ein viertes und zum 4. September 2023 ein fünftes Zugpaar Wien–Salzburg–Innsbruck dazu.
Seit 10. Dezember 2023 verkehrt die WESTbahn erstmals mit einem Zugpaar zwischen Wien Westbahnhof und Bregenz. Ab Dezember 2024 wurden zwei Zugpaare von Wien kommend über München hinaus bis Stuttgart verlängert, sowie ein weiteres Zugpaar bis Bregenz und Lindau, zudem ein Zugpaar in Tagesrandlage über Salzburg und Bischofshofen nach St. Johann im Pongau.
Im August 2025 wurde bekannt, dass es mit Fahrplanänderung zum 14. Dezember 2025 nach Lindau Insel zu einer Angebotserweiterung kommen soll. Demnach sollen ab/bis Innsbruck sieben statt bisher fünf und ab/bis Bregenz ebenso sieben statt bisher zwei Zugpaare geführt werden. Damit wird es mit 7 Zugpaaren einen durchgehenden 2-Stunden-Takt von Wien Westbahnhof über Innsbruck und Bregenz nach Lindau Insel und zurück geben. Weiters ist die Bedienung der Strecke Wien–Budapest vorgesehen.

## Fahrzeuge

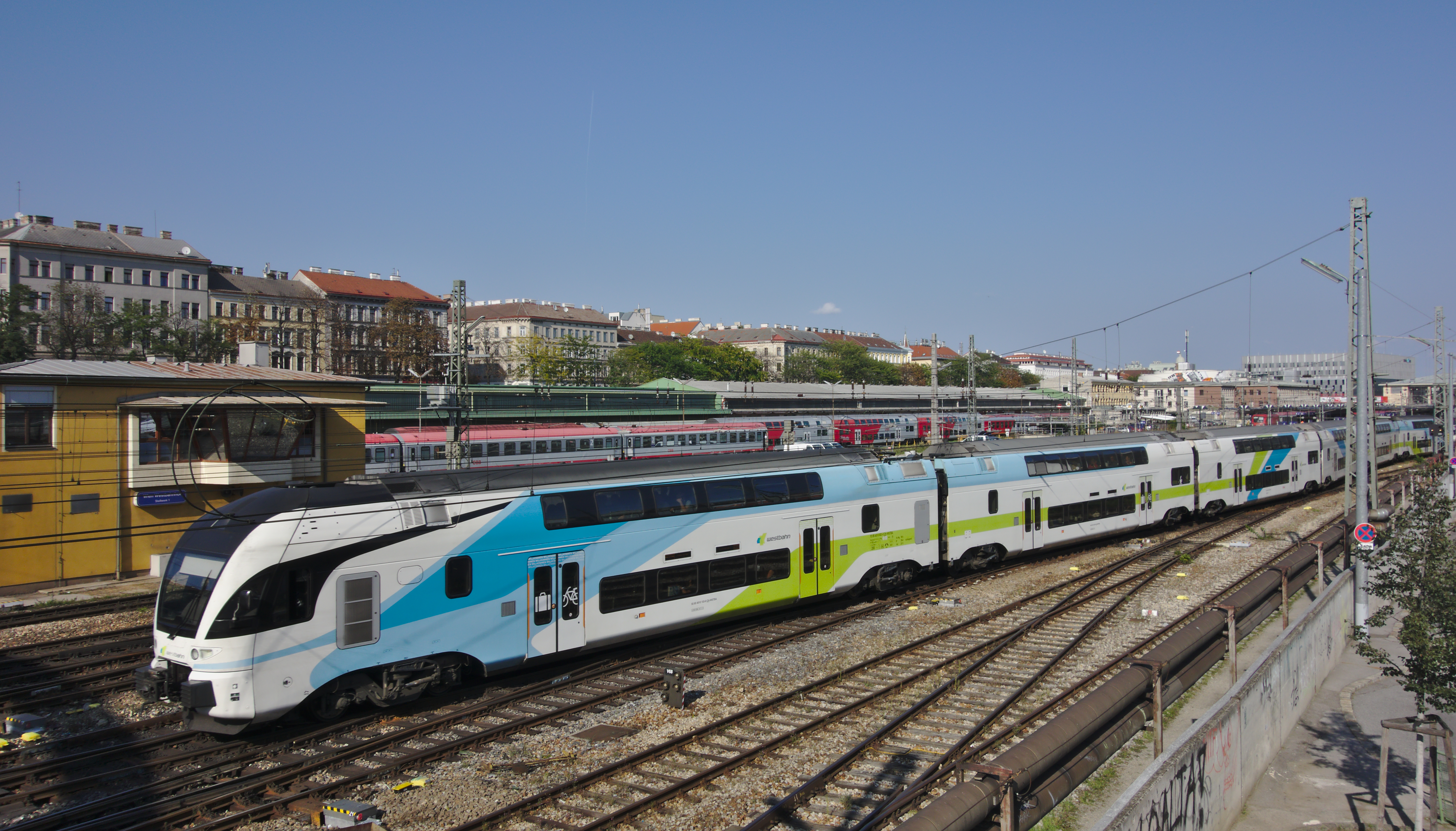
Garnitur 4010 003 bei der Ausfahrt aus dem Wiener Westbahnhof

Das Unternehmen setzte folgende Triebwagen-Baureihen ein oder wird diese in Zukunft einsetzen:
| Hersteller   | Modell | Baureihe | Fahrzeugnummern | Lieferung | Einsatzende | Anzahl | Teile | Länge | Sitzplätze | Bemerkung |
| ------------ | ------ | -------- | --------------- | --------- | ----------- | ------ | ----- | ----- | ---------- | --- |
| Stadler Rail | Kiss 1 | 4010     | 4010 001–007    | 2011      | Ende 2021   | 7      | 6     | 150 m | 501        | verkauft an DB Fernverkehr; dort im Einsatz ab Ende 2022; weiterverkauft an ÖBB; dort Einsatz ab Herbst 2025                                              |
| Stadler Rail | Kiss 2 | 4010     | 4010 008        | 2017      | Ende 2021   | 1      | 6     | 150 m | 523        | druckertüchtigt; verkauft an DB Fernverkehr; dort im Einsatz ab Ende 2022; weiterverkauft an ÖBB; dort Einsatz ab Herbst 2025                             |
| Stadler Rail | Kiss 2 | 4110     | 4110 009–017    | 2017      | 2019        | 9      | 4     | 100 m | 323        | druckertüchtigt; einer nach Unfall außer Betrieb; verkauft an DB Fernverkehr; dort im Einsatz seit März 2020; weiterverkauft an ÖBB; dort Einsatz ab 2026 |
| Stadler Rail | Kiss 3 | 4010     | 4010 018–032    | 2021      |             | 15     | 6     | 150 m | 526        | baugleich mit 4010 008; Ersatz für ältere Fahrzeuge und für Strecke München – Salzburg – Wien ab 2022                                                     |
| Stadler Rail | Smile  |          |                 | 2025      |             | 3      | 11    | 202 m | 422        | angemietet, für den Einsatz auf der Strecke Wien – Villach vorgesehen                                                                                     |
| CRRC         | DEMU2  | 4100     |                 | 2023      |             | 4      | 6     |       | 571        | angemietet |

### Kiss 1
Die Triebzüge erreichen 200 km/h Höchstgeschwindigkeit bei einer Beschleunigung von 0,85 m/s² (Vierteiler 0,9 m/s²). Diese basieren konstruktiv auf den ebenfalls von Stadler gefertigten Triebzügen RABe 511 der S-Bahn Zürich und werden vom Hersteller als Kiss bezeichnet. Alle Radsätze der Endwagen sind angetrieben, die Mittelwagen sind antriebslos. Nur die 2017 gelieferten Garnituren der Reihe 4110 und Garnitur 4010 008 sind druckertüchtigt.
Die Einstiege auf 570 mm Höhe sind barrierefrei. Den Reisenden stehen Ledersitze und Gratis-WLAN zur Verfügung. Fast jeder Wagen wird von einem eigenen Zugbegleiter/Steward betreut. Die Züge werden nicht, wie bei den großen Eisenbahngesellschaften üblich, von einem Zugführer, sondern vom Triebfahrzeugführer abgefertigt. Von den rund 200 Mitarbeitern des Unternehmens sollen rund 85 % in den Zügen unterwegs sein.
In den Mittelwagen ist je ein Westcafé mit acht Sitzplätzen eingerichtet, in dem kalte und warme Getränke aus Münzautomaten erworben werden können. Die Zugbegleiter, die bei der Westbahn als Stewards bezeichnet werden, verkaufen Fahrkarten und Cateringprodukte und reinigen den Zug. In einem Wagen der Züge der ersten Serie befindet sich eine Raucherlounge mit 16 Sitzplätzen, aus der mit dem Einsatz einer gesonderten Klimaanlage kein Rauch in andere Bereiche des Zuges ziehen sollte. Aufgrund gerichtlicher Klagen wurde dort das Rauchen zwar Mitte Jänner 2012 verboten, jedoch Mitte September 2012 nach einem Urteil des Unabhängigen Verwaltungssenats wieder erlaubt. Spätestens ab Mai 2018[veraltet] muss das Rauchen allerdings vollständig verboten werden, da das Tabakgesetz dies verlangt. In den Garnituren, welche 2017 gebaut wurden, wurde bereits auf Raucherlounges verzichtet. In den Mittelwagen sind die Sitze hintereinander angeordnet, in den Endwagen gegenüberliegend an Vierertischen. Ein Endwagen (W 600) ist als Westbahn + ausgewiesen und kann für einen Aufpreis von 13,90 Euro (bis 200 km) bzw. 19,90 Euro (über 200 km) genutzt werden. Dort stehen jedem Fahrgast zwei Sitzplätze zur Verfügung, und im Preis sind eine Tageszeitung sowie ein kleines Kaltgetränk inkludiert, die – ebenso wie diverse Snacks vom Steward – am Platz serviert werden. Drei Mittelwagen sind mit getrennten Toiletten für Damen und Herren ausgerüstet, wobei sich in der Herrentoilette ein separates Pissoir befindet; der behindertengerechte Wagen (W 400) hat eine rollstuhlgerechte Toilette auf der unteren Ebene. Im unteren Stockwerk der Mittelwagen befinden sich Gepäckracks, bei denen ein Regalboden heruntergeklappt werden kann, um mitgebrachte Fahrräder unterzubringen. Außerdem können Fahrräder zusätzlich mit Halterungen auf der Einstiegsplattform befestigt werden, sodass bis zu 16 Fahrräder mitgenommen werden können.

### Kiss 2

Garnitur 4010 008 (mit einflügeligen Einstiegstüren)

Im Jahr 2015 wurden ein weiterer sechsteiliger und neun vierteilige Zuggarnituren (Reihe 4110) bei Stadler bestellt, die bis 2017 ausgeliefert wurden und mit den bestehenden sechsteiligen Zügen gekuppelt werden können. Die neuen Züge wurden mit einflügligen Schwenkschiebetüren ausgerüstet, die druckdicht schließen; die Frontscheibe wurde schmaler ausgeführt. Der Westbahn plus-Wagen wurde mit breiteren Sitzen in 2+1-Anordnung ausgestattet.
Im März 2019 wurde bekannt, dass alle 17 Kiss-1- und 2-Garnituren verkauft werden sollten. Im Juli 2019 wurde bekannt, dass die Garnituren durch das Bieterverfahren an die Deutsche Bahn verkauft wurden.
Im Januar 2025 bot die Deutsche Bahn ihre 17 Einheiten zum Verkauf an. Im Mai gaben die Österreichischen Bundesbahnen bekannt, den Zuschlag für den Kauf erhalten zu haben. Die acht sechsteiligen Einheiten sollen ab Herbst 2025 bei den ÖBB zum Einsatz kommen, die neun vierteiligen Einheiten ein Jahr später.

### Kiss 3
Als Ersatz für die 17 Kiss 1 und 2 wurden 15 neue sechsteilige Züge wiederum bei Stadler Rail bestellt, welche baugleich mit der 2017 gelieferten Garnitur (4010 008) ausgeführt werden und jeweils über 526 Sitzplätze verfügen. Ab Dezember 2021 soll es wieder einen Halbstundentakt zwischen Wien und Salzburg geben.[veraltet]
Der erste Zug wurde im Februar 2021 übergeben. Im Spätsommer 2021 wurden die 15 Züge in Betrieb genommen.
Mit den Kiss 3 wird ein neues Klassensystem bestehend aus der First (1. Klasse, Leitfarbe gelb), der Comfort-Klasse (2+ Klasse, Leitfarbe petrol) und der Standard-Klasse (2. Klasse, Leitfarbe orange) angeboten. In der Comfort-Klasse und in der First ist ein Upgrade zu zahlen, das eine Reservierung beinhaltet. Die Comfort-Klasse steht Inhabern eines Klimatickets ohne Aufpreis zur Verfügung.

### DEMU2

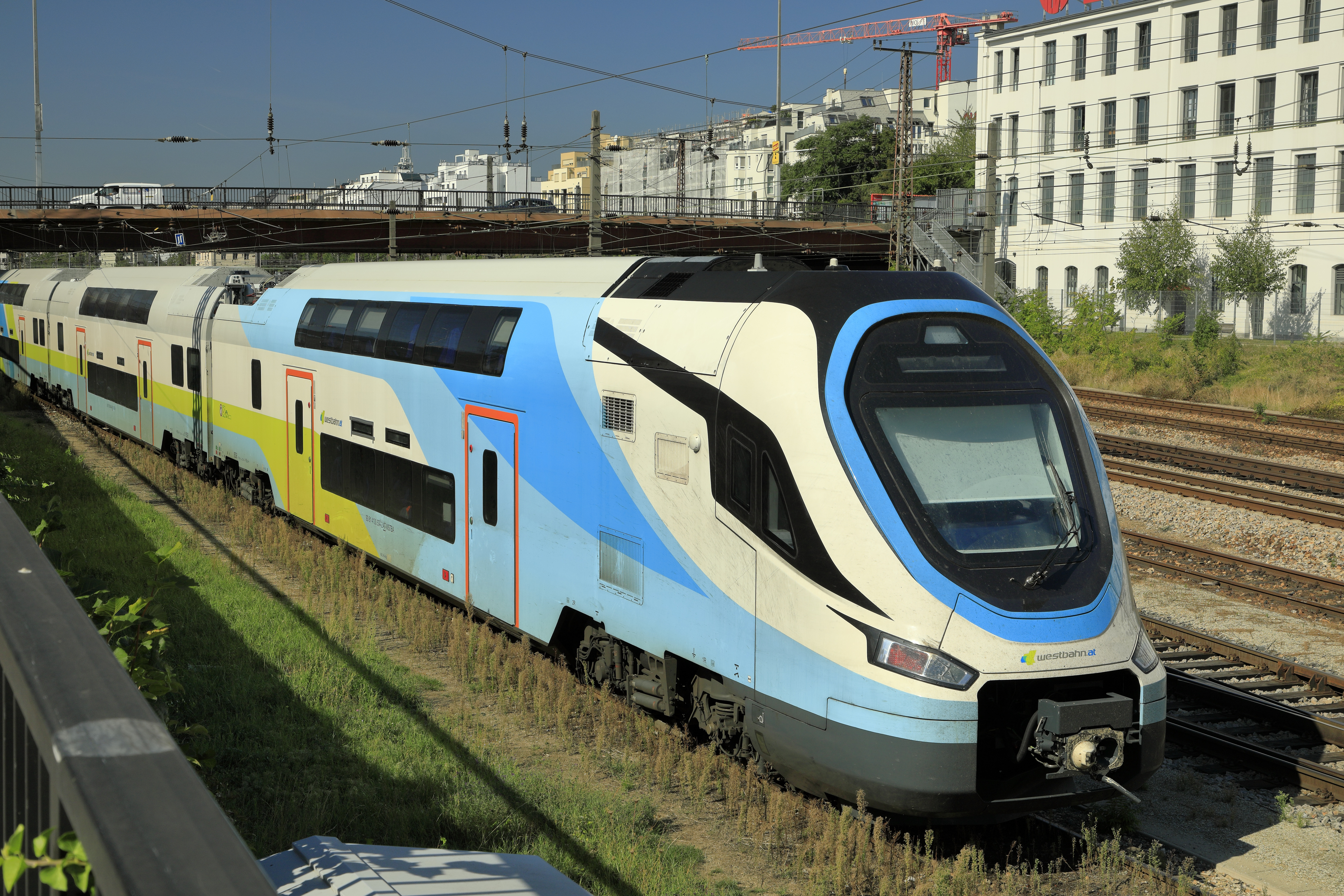
DEMU2-Garnitur im Westbahn-Design im Bahnhof Wien-Penzing (28. September 2023)

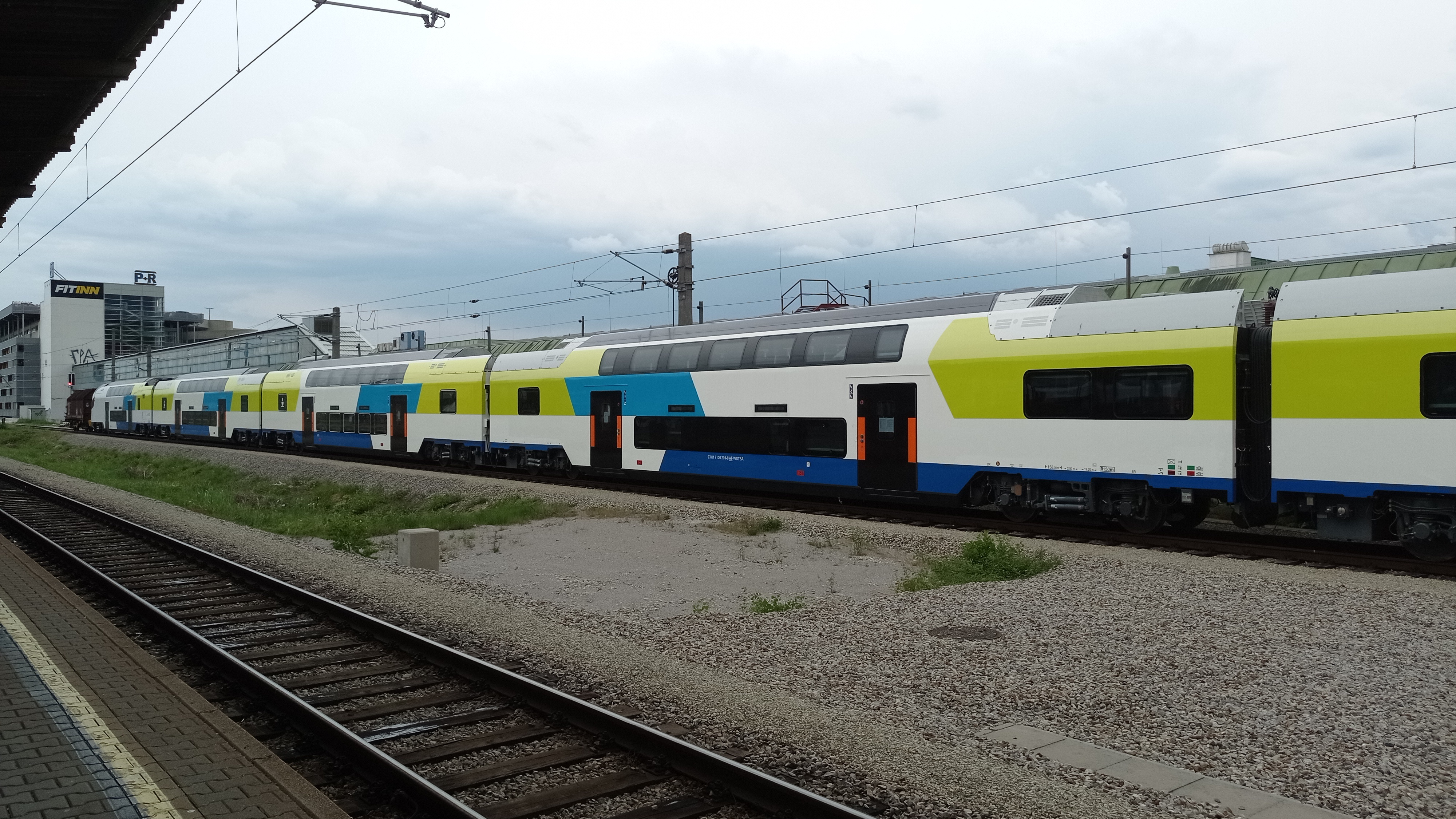
Eines der vier Fahrzeuge dieser Type wurde in ein neues Corperate-Außendesign umgestaltet

Bereits im März 2019 wurde über den Kauf von Zügen der China Railway Rolling Stock Corporation (CRRC) nachgedacht. Im Juni 2021 präsentierte CRRC über den staatlichen chinesischen Nachrichtensender CCTV einen 200 km/h schnellen und unter 25 kV mit 50 Hz sowie 15 kV und 16,7 Hz einsetzbaren Triebzug im Westbahn-Design. Die Westbahn beabsichtigte, vier Einheiten ab Sommer oder Herbst 2023 für den Einsatz in fünf europäischen Ländern, darunter Österreich, Deutschland und Ungarn, zu mieten.
Ab Dezember 2026 sollen die Fahrzeuge zwischen Wien und Budapest verkehren.

### Stadler Smile
Im Jänner 2024 wurde vom Westbahn-Geschäftsführer angekündigt, dass nach Fertigstellung des Koralmtunnels neben der Weststrecke auch die Südstrecke bedient werden soll. Da jedoch die vorhandenen Doppelstockgarnituren für das Lichtraumprofil auf der Semmering Bergstrecke zu hoch sind, wurde die Anmietung von einstöckigen Zuggarnituren für drei bis vier Verbindungen täglich von Wien nach Klagenfurt und retour geplant. Man sei zu diesem Zeitpunkt „bereits mit Herstellern im Gespräch“ gewesen. Nach der Eröffnung des Semmeringbasistunnels, voraussichtlich im Jahr 2032, könnte die Strecke dann auch mit den eigenen Doppelstockgarnituren bedient werden.
Am 12. März 2025 gaben das Unternehmen Westbahn und der Hersteller Stadler die Vertragsunterzeichnung zur Lieferung von drei einstöckigen Hochgeschwindigkeitszügen des Typs Stadler Smile an die Westbahn bekannt. Mit diesen sollen auf der Südstrecke ab 1. März 2026 täglich fünf Zugpaare vom Wiener Hauptbahnhof über Graz Hbf und die im Dezember 2025 in Betrieb gehende Koralmbahn nach Klagenfurt Hbf und weiter bis Villach Hbf und retour geführt. Wie schon Anfang 2024 von der Westbahn verlautbart, sei nach Fertigstellung des Semmeringbasistunnels geplant, die schon bisher auf der Weststrecke eingesetzten Doppelstockzüge auch auf der Südstrecke einzusetzen.

## Fahrkartenverkauf und Tarif
Seit Beginn werden Fahrkarten im Internet sowie von den Zugbegleitern im Zug verkauft. Seit Mai 2012 ist ein Teil des Fahrkartensortiments auch österreichweit in etwa 3000 Trafiken erhältlich. Manche Angebote und Rabatte gibt es nur online. Etwa 80 Prozent der Fahrscheine werden im Zug verkauft (Stand 2012). Auch das Klimaticket gilt auf den in Österreich liegenden Strecken der Westbahn.
Im Fahrkartenangebot finden sich verschiedene Einzel- und Gruppenfahrscheine, Zeitkarten
und eine Kilometerbank in zwei Varianten. Zudem gibt es verschiedene Ermäßigungen. Ermäßigungen auf Westbahn-Tickets erhalten ebenso Mitglieder der Verkehrsclubs ÖAMTC und ARBÖ, ebenso gibt es Kooperationen mit dem Wiener Zeitungsverleger Kronen Zeitung.
Die Fahrkartenpreise orientierten sich an den Preisen der ÖBB für die 2. Klasse mit Vorteilscard.
Ab September 2013 erhob das Unternehmen von Reisenden mit Fahrausweisen des Verkehrsverbund Ost-Region und der Verkehrsverbünde Niederösterreich-Burgenland zu Hauptlastzeiten einen Aufpreis. Ab dem 13. Dezember 2013 gehörte das Unternehmen den Verkehrsverbünden VOR/VVNB nicht mehr an. Mit dem 1. August 2023 trat die Westbahn dem Verkehrverbund-Ostregion wieder bei.
Im März 2014 hat das Unternehmen die Preise und Tarifkilometer angehoben und löste bei Kilometerbankkunden Verärgerung aus, da die Zuordnung der Strecken zu Kilometerzahlen geändert und der Mindestwert angehoben wurde. Damit wurden Langstreckentarife günstiger, jedoch Kurzstrecken teilweise teurer als der Normaltarif der ÖBB bzw. vom jeweiligen Verkehrsverbund. Von der Schienen-Control und der Arbeiterkammer Oberösterreich kamen Beschwerden, dass man gegen Fahrgastrechte verstoße, und Forderungen nach einer entsprechenden Änderung.
Mit der Fahrplanumstellung im Dezember 2014 wurde das ursprüngliche Tarifkonzept gelockert. Nun sind die Preise, mit Ausnahme der Strecken Wien–Attnang-Puchheim und Wien–Salzburg, höher als der ÖBB-Vorteilscardtarif. Auch die Zuschläge für den Wagen „Westbahn Plus“ wurden angehoben. Seit Frühjahr 2015 wird beim Fahrkartenverkauf im Zug sowie in der Trafik für gewisse stark frequentierte Züge an Wochenenden ein Aufpreis von 1 Euro pro Fahrkarte berechnet.

### Ermäßigungen und Kooperationen mit anderen Verkehrsunternehmen
- Die Westbahn bietet für Besitzer einer Vorteilscard der ÖBB ebenfalls ermäßigte Tickets an, um diese zum Umstieg auf die Westbahn zu bewegen.[93]
- Weiters kooperiert die Westbahn mit der FlixMobility GmbH, d. h. beide Firmen bieten jeweils Tickets für Westbahn- bzw. FlixBus-/FlixTrain-Verbindungen an.
- Seit dem 1. Oktober 2021 kann auch das Klimaticket über die Westbahn erworben werden.[94]
- Besitzer einer Bahncard 25/50/100 der DB erhalten seit dem 27. Mai 2024 bis zu 50 % Rabatt auf Tickets der Westbahn; zudem erhalten Besitzer eines Deutschlandtickets deutliche Ermäßigungen.[95]

## Zwischenfälle
Im Dezember 2012 kam es zu zwei Zwischenfällen, bei denen sich bei Zugbegegnungen die Türen von Westbahn-Zügen bewegten. Am 9. Dezember 2012 lockerten sich bei einer Begegnung mit einem Railjet der ÖBB in einem Tunnel im Tullnerfeld zwei Zugtüren. Infolge des Zwischenfalles, der von der Unternehmensleitung nicht an das Verkehrsministerium gemeldet worden war, wurde die Fahrgeschwindigkeit der Züge auf der Neubaustrecke Wien – St. Pölten auf 160 km/h reduziert. Am 13. Dezember kam es zu einem gleichartigen Zwischenfall. Im Juli 2013 blieb ein Zug des Unternehmens nach einem Defekt des Antriebssystems drei Stunden im Wienerwaldtunnel hängen. Wenige Tage später wurde bekannt, dass die sommerliche Hitze zu Problemen bei der Stromversorgung der Garnituren führte.
Am 23. August 2017 war eine der fabrikneuen Garnituren bei einer Abnahmefahrt im Verschiebebahnhof Linz mit einem Güterzug der Firma CargoServ kollidiert. Dabei wurde der Triebfahrzeugführer der Westbahn schwer verletzt und zwei weitere Fahrgäste leicht verletzt. Die restlichen fünf Fahrgäste konnten sich unverletzt aus dem Zug befreien. Auslösende Ursache der Kollision war das Überfahren eines Haltesignals durch den Westbahn-Triebfahrzeugführer.

## Südbahn
Im Jänner 2024 gab die Westbahn bekannt, nach der für Ende 2025 geplanten Inbetriebnahme des Koralmtunnels einen eigenen Verkehr zwischen Wien und Villach über Graz und Klagenfurt über die Südbahn und die Koralmbahn anzustreben. Da durch das Lichtraumprofil auf der Semmeringbahn vor der für 2030 geplanten Inbetriebnahme des Semmering-Basistunnels keine Fahrten mit den Doppelstockfahrzeugen der Westbahn möglich sind, prüfte das Unternehmen die Beschaffung einstöckiger Fahrzeuge. Um sich einen Beginn des Angebots ab dem Fahrplanwechsel im Dezember 2025 offenzuhalten, meldete die am 3. Juli 2024 in das Firmenbuch eingetragene Südbahn Management GmbH am 13. Juni 2024 bei der Schienen-Control fünf Zugpaare Wien–Villach an. Die Südbahn Management GmbH steht wie teilweise die Westbahn im Eigentum von Holdings von Erhard Grossnigg. Am 12. März 2025 wurde bekanntgegeben, dass die Verbindung ab dem 1. März 2026 bedient werden soll. Auf der Linie Wien–Graz–Klagenfurt–Villach sind Halte in Pörtschach, Kühnsdorf, Bruck/Mur vorgesehen, jedoch nicht in Baden, Mödling, Kapfenberg und Mürzzuschlag. Mangels verfügbarer Kapazitäten südlich von Wien müssen die Züge der Westbahn über die Pottendorfer Strecke via Ebreichsdorf ausweichen, bei der Trassenvergabe haben die gemeinwirtschaftlichen Verkehre der ÖBB-Personenverkehr Vorrang.